# Freedomland
Freedomland é um filme americano de 2006, do gênero policial/mistério, baseado no livro de Richard Price, dirigido por Joe Roth e protagonizado por Julianne Moore e Samuel L. Jackson.

## Sinopse
Durante a madrugada, em um subúrbio de classe média de Nova Jersey, uma mulher ensanguentada aparece muda e estupefata no Centro Médico de Dempsy. Ela é Brenda Martin (Julianne Moore), que, após ser tratada contra choque e histeria, conta ao detetive Lorenzo Council (Samuel L. Jackson) o que lhe aconteceu. 
Brenda diz que foi levada de carro para uma pista isolada em uma área não-construída, que divide os conjuntos habitacionais de Dempsy. Inicialmente ela diz que foi obrigada a sair do carro por um homem negro, o que não convence o detetive. Ele pressiona Brenda e, após horas de interrogatório, ela diz que Cody (Marlon Sherman), seu filho de 4 anos, estava no banco traseiro do carro. 
Motivados pela ativista Karen Collucci (Edie Falco), integrantes das comunidades de Dempsy e de Gannon se unem para procurar Cody, que está desaparecido. Porém as investigações em torno deste suposto sequestro fazem com que surjam tensões raciais entre integrantes das comunidades.

## Elenco
- Samuel L. Jackson — Detetive Lorenzo Council
- Julianne Moore — Brenda Martin
- Edie Falco — Karen Collucci
- Ron Eldard — Danny Martin
- William Forsythe — Boyle
- Aunjanue Ellis — Felicia
- Anthony Mackie — Billy Williams
- LaTanya Richardson — Marie
- Clarke Peters — Reverendo Longway
- Peter Friedman — Tenente Gold
- Domenick Lombardozzi — Leo Sulivan
- Aasif Mandvi — Dr. Anil Chatterjee
- Philip Bosco — Padre
- Fly Williams III — Rafik
- Marlon Sherman — Cody Martin